# Brigitte Luciani
Pour les articles homonymes, voir Luciani.
Brigitte Luciani est une scénariste de bande dessinée. Née en 1966 à Hanovre (Allemagne) elle vit et travaille depuis 1994 en France. Elle est connue pour Monsieur Blaireau et Madame Renarde, série jeunesse portée à la télévision.

## Biographie
Née d'une mère allemande et d'un père hongrois, elle est titulaire d'une maîtrise en littérature puis travaille à Berlin pour « une maison d'édition, une agence de relations publiques, une agence iconographique » avant de s'installer à Paris en 1994, où elle écrit scénarios de bande dessinée, ouvrages jeunesse et romans.
À partir de 2000, elle collabore avec la dessinatrice Eve Tharlet pour plusieurs séries animalières publiées chez Dargaud : Monsieur Blaireau et Madame Renarde, Cassis, La Famille Blaireau-Renard, « une spin-off à vocation franchement didactique ». Monsieur Blaireau et Madame Renarde aborde le sujet des familles recomposées à travers l'histoire de M. Blaireau avec ses trois enfants et Mme Renard et sa fille. Cassis, bébé blaireau et plus jeune enfant de M. Blaireau, fait l'objet de sa propre série. La Famille Blaireau-Renard est « préconisée par le ministère de l'Éducation nationale français pour la lecture à l'école ». En 2011, lors du festival bd BOUM, l'univers de Monsieur Blaireau et Madame Renarde fait l'objet d'une exposition à la Halle aux grains.
À partir de 2018, la série Monsieur Blaireau et Madame Renarde est adaptée en dessin animé pour la télévision dans l'émission Zouzous sur France 5,. Le Monde estime que la série « dispense avec humour et délicatesse une belle leçon de tolérance ».
En 2010, elle crée avec Colonel Moutarde la série BD Maïa (Dargaud) dont le tome 1 fait partie de la sélection Jeunesse du Festival international de la bande dessinée d'Angoulême 2011.
En parallèle à ses bandes dessinées jeunesse, elle a publié avec Colonel Moutarde des albums écrits sous contraintes formelles, des œuvres qui flirtent avec l'OuBaPo.

## Œuvre

### Bande dessinée
- Monsieur Blaireau et Madame Renarde, dessin d'Eve Tharlet, Dargaud

1. La Rencontre[12], 2006  (ISBN 2-205-05678-6)
2. Remue-ménage, 2007  (ISBN 978-2-205-05926-7)
3. Quelle équipe ![13], 2009  (ISBN 978-2-205-06238-0)
4. Jamais tranquille ![14], 2010  (ISBN 978-2-205-06351-6)
5. Le Carnaval, 2012  (ISBN 978-2-205-06783-5)
6. Le Chat sauvage, 2016  (ISBN 978-2-205-07445-1)

L'Espace d'un soir, dessin de Colonel Moutarde, Delcourt, 
1. L'espace d'un soir[15],[16], 2007  (ISBN 978-2-7560-0473-0)
2. Comédie d'amour[17], 2008  (ISBN 978-2-7560-1133-2)
3. Histoires cachées[18], 2009  (ISBN 978-2-7560-1597-2)

- Maïa, dessin de Colonel Moutarde, couleurs de Florence Spitéri, Dargaud

1. La Boîte de Pandore, 2010  (ISBN 978-2-205-06329-5)
2. Un Secret bien gardé, 2011  (ISBN 978-2-205-06723-1)
3. Le Cadeau des dieux, 2011  (ISBN 978-2-205-06781-1)

- Cassis, dessin d'Eve Tharlet, Dargaud

1. Cassis veut jouer, 2014  (ISBN 978-2-205-07217-4)
2. Cassis a peur, 2014  (ISBN 978-2-205-07218-1)

- La famille Blaireau-Renard, dessin d'Eve Tharlet, Dargaud

1. La Famille Blaireau-Renard présente les émotions[19], 2018  (ISBN 978-2-205-07784-1)
2. Les arbres, 2019  (ISBN 978-2-205-07785-8)
3. Vivre ensemble !, 2020  (ISBN 978-2-205-08505-1)

- On se reposera plus tard, dessin de Claire Le Meil, Steinkis, coll. « BD Boum », 2020  (ISBN 978-2-368-46335-2)

### Ouvrages jeunesse
Tous à la mer ? (dessin d'Eve Tharlet) Éditions Nord-Sud 2000 et 2006

## Distinctions et récompenses
Pour Monsieur Blaireau et Madame Renarde
- 2007 : Éléphants d’or / Prix album jeunesse (Festival BD de Chambéry)[20]
- 2008 : Prix Bull’Gomme 53 (remis par le Conseil général de la Mayenne)[21]
- 2011 : Soleil d’Or / meilleur album jeunesse (festival BD de Solliès-Ville)
- 2011 : Prix Ligue de l’enseignement 41 pour le jeune public (Festival bdBOUM de Blois)

Autres
- 2000 : Prix Jeunesse Mousse du Festival Livre & Mer à Concarneau pour Tous à la mer[22]